# كريستوف ريبلون
كريستوف ريبلون (بالفرنسية: Christophe Riblon )‏ (و. 1981  م) هو راكب دراجة هوائية فرنسي، شارك في طواف إسبانيا، وسباق طواف فرنسا 2012، وسباق طواف فرنسا 2011، وسباق طواف فرنسا 2014، وطواف فرنسا، والألعاب الأولمبية الصيفية 2008، وسباق طواف فرنسا 2010.

## سجل الفوز

### سباقات أو مراحل فاز بها
| التاريخ        | السباق                                   | المركز                      |
| -------------- | ---------------------------------------- | --------------------------- |
| 07 أغسطس 2005  | طواف الدنمارك 2005                       | التاسع في تصنيف الجبال      |
| 10 سبتمبر 2005 | تور دي أفينير 2005                       |                             |
| 01 يناير 2007  | Tour de la Somme 2007                    | الفائز في التصنيف العام     |
| 15 يونيو 2008  | سباق دوفين للدراجات 2008                 | السادس في تصنيف الجبال      |
| 28 فبراير 2010 | حلقة جنوب أرديتشي 2010                   | الفائز في التصنيف العام     |
| 13 يونيو 2010  | كريثيديا دو دوفين 2010                   | السابع في التصنيف العام     |
| 01 يناير 2011  | بطولة فرنسا لسباق الدراجات ضد الزمن 2011 |                             |
| 06 أغسطس 2011  | طواف بولندا 2011                         | الثامن في التصنيف العام     |
| 04 سبتمبر 2011 | طواف دوبس 2011                           | السابع في التصنيف العام     |
| 14 مارس 2012   | تيرينو ادرياتيكو 2012                    | التاسع في التصنيف العام     |
| 07 أبريل 2012  | طواف إقليم الباسك 2012                   | المرتبة 18 في التصنيف العام |

## روابط خارجية
- كريستوف ريبلون على موقع الاتحاد الدولي للدراجات (الإنجليزية)
- كريستوف ريبلون على موقع أرشيف الدراجات (الإنجليزية)
- كريستوف ريبلون على موقع إحصائيات الدراجات الإحترافية (الإنجليزية)
- كريستوف ريبلون على موقع نسبة الدراجات (الإنجليزية)
- كريستوف ريبلون على موقع CycleBase (الإنجليزية)
- كريستوف ريبلون على موقع اللجنة الأولمبية الدولية (الإنجليزية)
- كريستوف ريبلون على موقع أوليمبيديا (الإنجليزية)
- كريستوف ريبلون على موقع اللجنة الأولمبية الفرنسية (مؤرشف) (الفرنسية)